# Nano de Yeste (manzana)
Nano de Yeste es una  variedad cultivar de manzano (Malus domestica) Esta manzana es originaria de la Región de Murcia cultivada tradicionalmente en Yeste Sierra de Segura, y en la Huerta de Murcia. Se está cultivando en el vivero de ANSE "Asociación de Naturalistas del Sureste", donde cultivan variedades frutícolas y hortícolas de la herencia para su conservación y recuperación de su cultivo.

## Sinónimos
- "Manzano de Mata",[3]
- "Manzano de Pollizo",
- "Pero Nano de Sierra Segura",
- "Pero Nano Sierra de Alcaraz",
- "Manzano Nano de la Huerta de Murcia",
- "Perico Nano",
- "Pero de Mata",
- "Pero Nano",
- "Manzano Enano",
- "Manzano Sanjuanero".[4][5]

## Historia
Las manzanas 'Nano de Yeste' se cultivaban en las zonas de la Sierra de Segura, Sierra de Alcaraz, y en la Huerta de Murcia, y podría ser el manzano enano o Sanjuanero mencionado por Gómez Ortega en el siglo XVIII.
El manzano 'Nano de Yeste' estuvo en tiempos muy cultivado en la Región de Murcia, sobre todo en las zonas del noroeste Yeste y en la Huerta de Murcia se solían plantar en los bordes de los brazales de riego de las huertas o en las márgenes de los huertos; en los tiempos actuales es muy escaso, aunque recordado.
A principios del siglo XXI gracias a una campaña de ACUDE (Asociación de la custodia del territorio y desarrollo sostenible)  se encontraron pies de ejemplares arbustivos en cultivos abandonados en una huerta en el término de Yeste en las cercanías de la Sierra de Segura.
La manzana 'Nano de Yeste' que, si bien en los últimos años prácticamente se había extinguido, gracias al trabajo de asociaciones empeñadas con la preservación del patrimonio del biotopo murciano, este proceso se ha revertido, ya que se están desarrollando nuevos cultivos para que esta variedad tan jugosa y dulce de fruta adquiera un lugar destacado por singularidad y calidad.
También está cultivando en la Región de Murcia en el vivero de ANSE "Asociación de Naturalistas del Sureste", donde cultivan variedades frutícolas y hortícolas de la herencia para su conservación y recuperación de su cultivo.

## Características
El manzano de la variedad 'Nano de Yeste' es un arbusto enano de pequeño porte; tiene un vigor elevado, y necesita la humedad junto a una acequia para su desarrollo; es una variedad de floración en los meses de marzo y abril; las flores se presentan en corimbos de 3 a 7 pétalos rosados, diámetro de la flor de 2,5 a 3,5 cm; estambres 20 a 25, estilos 5 libres.
La variedad de manzana 'Nano de Yeste' tiene un fruto de tamaño pequeño 3,5-4 x 3,5-4 cm, con forma globoso achatada; piel gruesa, de color de fondo blanco amarillento, con sobre color de intensidad leve, en chapa teñida de rojizo o anaranjado por la zona expuesta al sol, y una sensibilidad al "russeting" (pardeamiento áspero superficial que presentan algunas variedades) ausente; pedúnculo villoso, de 1,5 cm, anchura de la cavidad peduncular medianamente ancha, profundidad de la cavidad pedúncular poco profunda, 2-3 x 0,4-0,8 cm, y con una importancia del "russeting" en cavidad peduncular ausente; anchura de la cavidad calicina amplia, profundidad de la cav. calicina poco profunda o casi superficial, 2-3 x 0,2-0,5 cm, importancia del "russeting" en cavidad calicina ausente; ojo medio, cerrado o entreabierto; semillas escasas, de color marrón, 7 x 5,5 mm.
Carne blanco-crema, blanda, refrescante y dulce, muy aromática, se oxida fácilmente al cortarla, tomando un tono anaranjado. Variedad denominada "Sanjuanera" (aludiendo al día de Día de San Juan que se celebra 23 de junio) muy temprana que madura desde mediados de julio a finales de julio y primeros de agosto, dependiendo de las localidades.